# Зотов, Александр Семёнович
Александр Семёнович Зотов (1897—1959) — советский военачальник, генерал-майор (1940), участник Первой мировой, Гражданской, Советско-финляндской и Великой Отечественной войн. В 1941 году попал в немецкий плен, после войны освобождён, вернулся в СССР и продолжил службу.

## Биография
Александр Зотов родился 3 (16) июля 1897 года в Санкт-Петербурге в семье рабочего. После окончания четырёхклассной школы в 1915 году экстерном сдал все экзамены за шесть классов Реального училища.
В Русскую императорскую армию поступил добровольно в июне 1915 года на правах вольноопределяющегося. До февраля 1916 года служил в 9-м запасном кавалерийском полку, затем зачислен юнкером в школу прапорщиков. В мае 1916 года окончил 3-ю Петергофскую школу прапорщиков, направлен младшим офицером в 89-й запасной пехотный полк (Шуя). С ноября 1916 года участвовал в Первой мировой войне, будучи младшим офицером и командиром роты 608-го Олыкского пехотного полка, участвовал в боевых действиях на Западном фронте. Дослужился до чина подпоручика. В бою 6 октября 1917 года был ранен. После госпиталя в марте 1918 года был демобилизован.
1 октября 1918 года Зотов вступил в Рабоче-Крестьянскую Красную Армию. С октября по декабрь 1918 года служил инструктором Рязанского запасного полка. В декабре уволен из РККА по болезни, работал на суконной фабрике в селе Мурмино Рязанской губернии. В июне 1919 года повторно призван в РККА, служил оперативным дежурным по оперативному отделу штаба Особой группы войск Южного фронта. С сентября 1919 — командир роты 124-го стрелкового полка 14-й стрелковой дивизии 9-й армии. Участвовал в Гражданской войне в боевых действиях против войск генерала А. И. Деникина, Мамонтова и Врангеля. В одном из боёв в октябре попал в плен, бежал, скрывался у местных жителей. С ноября 1919 года воевал командиром батальона и председателем полкового суда 125-го стрелкового полка в этой же стрелковой дивизии, с февраля 1920 — командир для поручений и адъютант полка в 126-м стрелковом полку также в этой дивизии. С июля 1920 года — адъютант 9-го стрелкового полка 1-й Донской стрелковой дивизии, с сентября 1920 — адъютант 15-го стрелкового полка 2-й Донской стрелковой дивизии. Участвовал в Доно-Манычской и Тихорецкой наступательных операциях, в ликвидации десанта полковника Назарова у станицы Кочетовской и отряда полковника Свеколкина у станицы Цимлянская, в отражении наступления Русской армии генерала Врангеля в Северной Таврии.
После окончания гражданской войны почти 18 лет служил в 2-й Донской стрелковой дивизии Северо-Кавказского военного округа, был адъютантом 15-го Самарского стрелкового полка, адъютантом дивизионной школы, с февраля 1923 — начальник команды конных разведчиков 25-го стрелкового полка (Новочеркасск), с апреля 1925 — начальник полковой школы 26-го стрелкового полка (Ейск), с марта 1927 — командир батальона и помощник командира 27-го стрелкового полка (Ростов-на-Дону). В 1927 году А. С. Зотов окончил высшие командные Стрелково-тактические курсы усовершенствования комсостава РККА имени III Коминтерна «Выстрел». С мая 1932 года занимал должность командира 27-го стрелкового полка 9-й стрелковой дивизии, с мая 1935 — командира 114-го стрелкового полка 38-й стрелковой дивизии Северо-Кавказского ВО. С июля 1937 года — начальник штаба 38-й стрелковой дивизии. В 1938 году из-за гибели красноармейца на учении был снят с должности и несколько месяцев находился в распоряжении Управления по начсоставу РККА, пока велось следствие, однако арестован не был. В июле 1939 года назначен помощником командира 112-й стрелковой дивизии Уральского военного округа (Пермь). С августа 1939 года командовал 98-й мотострелковой дивизией (Ижевск), с декабря 1939 — командир 128-й стрелковой дивизией (Свердловск). В этой должности принимал участие в советско-финляндской войне, когда в январе 1940 года дивизия передана в состав 8-й армии.
В апреле 1940 года 128-я стрелковая дивизия передислоцирована в Вологду, а в июне участвовала во вводе советских войск в Литву. Осенью 1940 года она переформирована в 98-ю стрелковую дивизию, в марте 1941 года размещена в районе Калвария, Алитус, Симно. Входила в состав 11-й армии Прибалтийского Особого военного округа.
В начале Великой Отечественной войны дивизия в течение первых трёх дней оказалась на направлении главного удара противника, попала в окружение, понесла большие потери, но небольшими группами сумела прорваться на восток. Зотов был ранен в руку, сумел дойти до Минска с группой своих подчинённых, но 28 июля при разведке местности столкнулся с группой немецких автоматчиков. В перестрелке бывший с ним боец погиб, а генерал Зотов расстрелял все патроны из своего пистолета и был захвачен в плен. Д. Егоров привёл несколько другую версию пленения генерала на основании его допроса: "После того как я растерял части своей дивизии, с группой штабных командиров направился в юго-восточном направлении, имея в виду перейти Неман и впоследствии соединиться с основными силами советских войск… Со мной оказались: комиссар дивизии — полковой комиссар Бердников, начальник артиллерии дивизии полковник Минин, лейтенанты Балалыкин, Попов и ещё несколько человек… 29 июля 1941 года мы подошли к шоссе Минск — Радошковичи и в течение двух суток пытались пересечь его, но нам это не удавалось, так как по шоссе непрерывно двигались немецкие войска. Не имея возможности укрыться и учитывая бесцельность сопротивления, я и мои спутники сдались в плен…"
До 28 августа 1941 года Зотов подвергался допросам в различных штабах (Молодечно, Гродно), а затем его депортировали в лагерь для военнопленных под городом Сувалки. Осенью за подготовку к побегу и просоветскую агитацию Зотов был отправлен в тюрьму Шарлоттенбург под Берлином. В ней он провёл 10 месяцев, из них 6 — в одиночной камере, после чего был переведён в концентрационный лагерь Заксенхаузен. 2 мая 1945 года при попытке немцев увести узников из концлагеря был освобождён советскими войсками. Был отправлен в Москву.
Там после прохождения проверки в органах НКВД Зотов в декабре 1945 года был восстановлен в кадрах Красной Армии. После пребывания в распоряжении ГУК в апреле 1946 года направлен на учёбу, окончил курсы командиров дивизий при Военной академии имени М. В. Фрунзе в январе 1947 года. С 15 апреля 1947 года — начальник военной кафедры Саратовского юридического института. 6 декабря 1954 года по болезни уволен в запас. Умер 12 апреля 1959 года в Саратове.

## Воинские звания
- майор (17.02.1936);
- полковник (17.02.1938)
- комбриг (4.11.1939);
- генерал-майор (4.06.1940)[1].

## Награды
- Орден Ленина (1946)
- Три ордена Красного Знамени (1940, 1946, 1947)
- Орден Красной Звезды (16.08.1936)
- Медали[1]